# Gordon Jacob
Gordon Percival Septimus Jacob (Londra, 5 luglio 1895 – Saffron Walden, 8 giugno 1984) è stato un compositore inglese, noto soprattutto per la sua musica destinata agli strumenti a fiato.

## Biografia
Jacob era il minore di dieci fratelli. Venne arruolato, all'età di diciannove anni, nell'artiglieria da campo dell'Esercito inglese, combattendo nella prima guerra mondiale, venendo fatto prigioniero nel 1917 e diventando fra i sessanta fortunati superstiti del suo battaglione, che era composto da 800 uomini.
Ritornato dalla prigionia studiò giornalismo per un anno ma lasciò per studiare composizione, teoria musicale e direzione d'orchestra presso il Royal College of Music, dove poi insegnò dal 1924 al 1966, avendo fra i suoi allievi Malcolm Arnold, Ruth Gipps, Cyril Smith e Imogen Holst. In gioventù subì un incidente ad una mano e questo limitò le sue possibilità nel suonare il pianoforte. Tra l'altro, aveva anche il labbro leporino.
Il suo maggiore successo come compositore lo ebbe durante la carriera scolastica con la William Byrd Suite per orchestra, dopo una raccolta di pezzi per virginale. Il pezzo fu poi più conosciuto nella trascrizione per banda sinfonica. Quando era ancora studente ricevette l'incarico, da Vaughan Williams, di arrangiare la English Folk Song Suite per orchestra sinfonica.
Jacob divenne professore presso il Royal College nel 1946 dove rimase fino al 1966.
Negli anni trenta Jacob, assieme a diversi altri giovani compositori, scrisse musiche per la Sadlers Wells Ballet Company. Il suo unico balletto originale dal titolo Uncle Remus, fu scritto per detta compagnia ma molti dei suoi contributi erano degli arrangiamenti di altre opere come Le Silfidi. Fra gli altri balletti arrangiati da Jacob figurano Mam'zelle Angot, (su musiche di Charles Lecocq, che rimane nel repertorio del Royal Ballet) e nel 1958, London Morning, composto per il London Festival Ballet da Noël Coward e orchestrato da Jacob.
Egli contribuì anche alla composizione di musica leggera per commedia radiofonica trasmessa durante la seconda guerra mondiale, che gli valse lo sdegno dell'élite musicale londinese e l'apprezzamento dei radio ascoltatori. Scrisse anche diverse musiche per film di propaganda realizzati durante la guerra.
Nel 1940 ricevette l'incarico di orchestrare la sonata per organo di Edward Elgar, della quale venne fatta una registrazione dalla EMI nel 1988.
Il massimo della fama l'ebbe negli anni cinquanta quando la sua composizione Music for a Festival venne eseguita nel 1951 nel Festival of Britain ed il suo arrangiamento per fanfara dell'inno nazionale inglese eseguito nel 1953 in occasione dell'incoronazione della regina Elisabetta II d'Inghilterra.
Dopo aver lasciato il Royal College nel 1966, egli continuò a comporre musica, spesso su commissione. Egli descriveva i suoi lavori come piccoli pezzi senza pretese, come molte delle sue opere pubblicate in questo periodo, fra cui il Concerto per timpani e fiati.
Jacob si sposò due volte, nel 1924 con Sidney Gray che morì nel 1958, e nuovamente un anno dopo con la nipote della moglie Margaret Gray. Ebbe due figli dalla seconda moglie.
Esiste un documentario della BBC del 1959 sulla sua vita, Gordon Jacob, diretto da Ken Russell, ed anche una biografia di Eric Wetherell intitolata Gordon Jacob: a Centenary Biography.

## Musica
Jacob fu uno dei musicisti più conservatori della sua generazione. Nonostante avesse studiato con Vaughan Williams e Stanford al Royal College, Jacob preferì la più austera musica barocca alla musica romantica dei suoi contemporanei voltando le spalle alla musica atonale imperante in quel periodo.
Questa caratteristica della sua musica fece sì che le sue opere cadessero nel dimenticatoio negli anni sessanta con l'avvento dell'avanguardia musicale che egli ebbe in scarsa considerazione dicendo "Personalmente ho repellenza per lo snobismo intellettuale di alcuni artisti progressisti ... il giorno che la melodia dovesse sparire potrete farne sicuramente a meno ..". Non tutti gli ascoltatori trovarono però le sue opere troppo conservatrici o melodiche.
Egli eccelse nella scrittura di musiche per strumenti a fiato ed ebbe gran successo con la sua idea di scrivere pezzi per orchestre di soli fiati.
Jacob fu un compositore molto prolifico e scrisse oltre 700 pezzi di vario genere, oltre a quattro libri e numerosi saggi.

## Opere più note
- Concerto per viola e orchestra (1925)
- Concerto per pianoforte e orchestra d'archi (1927)
- An Original Suite for Military Band (1928)
- Quartetto per archi (1928)
- Symphony no. 1 (1928–9)
- Variations on an Air by Purcell (1930), string orchestra
- Passacaglia on a Well-Known Theme (Oranges and Lemons) (1931)
- Concerto for Oboe and Strings (1933)
- Uncle Remus (1934), ballet
- Variations on an Original Theme (1936);
- Suite no. 1 on F (1939)
- Clarinet Quintet (1940)
- Symphony no. 2 (1943–4)
- Concerto for Bassoon, Strings, and Percussion (1947)
- Suite no. 2 (1948–9);
- Suite no. 3 (1949)
- Serenade (1950), woodwind octet
- The Nun's Priest's Tale (1951), chorus and orchestra
- Music for a Festival (1951), concert band
- Concerto for Horn and Strings (1951)
- Scherzo for Two Trumpets, Horn, and Trombone (1952)
- Concerto for Violin and Strings (1954)
- Concerto for Cello and Strings (1955)
- Prelude and Toccata (1955), orchestra
- Concerto for Trombone and Orchestra (1956)
- Piano Trio (1956)
- Oboe Concerto no. 2 (1956)
- Piano Concerto no. 2 (1957)
- The Pied Piper: 2 unaccompanied pieces for solo flute/piccolo; The Spell (solo flute) and March to the River Weser (solo piccolo)  (1958)
- Old Wine in New Bottles per ensemble di fiati (1959)
- Divertimento (1968), 8 winds
- Concerto for Piano Duet (3 hands) and Orchestra (1969)
- Introduction and Rondo (1972), clarinet choir
- Suite for Tuba and Strings (1972)
- Fantasia for Euphonium and Wind Band (1974)
- Pro Corda Suite (1977), string quartet and string orchestra
- Symphony AD 78 (1978), concert band
- Sonata for Viola and Piano (1978)
- Viola Concerto no. 2 (1979)
- Concerto for Timpani and Wind Band (1984)

### Libri
- Orchestral Technique (1931)
- How to Read a Score (1944)
- The Composer and his Art (1955)
- The Elements of Orchestration (1962)